# Cecil John Saldanha
Cecil John Saldanha (1926 - 2002) fue un botánico británico que desarrolló buena parte de su actividad científica en India. Fue un especialista en helechos.

## Algunas publicaciones
- Saldanha, CJ; C Kamaeswara Rao. 1975. A punched card key to the dicot families of south India. Ed. Bangalore : Centre for Taxonomic Studies. 17 p. & set de tarjetas (A-Y, 1-51)

### Libros
- Saldanha, CJ; DH Nicolson. 1976. Flora of Hassan District
- ----; J Dhawan. 1984. Plants of India. Ed. New Delhi : Oxford & IBH. 49 p.
- ---- (ed.) 1985. Flora of Karnataka. Volume 1. Magnoliaceae to fabaceae. Indian edition series 9. 535 p. ISBN 90-6191-427-2
- ----. 1989a. ''A select bibliography Andaman, Nicobar, and Lakshadweep : for an environmental impact assessment. Ed. New Delhi : Oxford & IBH Pub. Co. xi, 114 p. [28] p. de planchas
- ----. 1989b. A select bibliography on Lakshadweep. Ed. Centre for Taxonomic Studies, St Joseph's College. 47 p.
- ----. 1993. A select bibliography on the environment of Karnataka. Ed. Centre for Taxonomic Studies, St. Joseph's College. 354 p.
- Razi, BA. 1996. Flora of Karnataka by Cecil John Saldanha. New Delhi : Oxford & IBH

- La abreviatura «C.J.Saldanha» se emplea para indicar a Cecil John Saldanha como autoridad en la descripción y clasificación científica de los vegetales.[1]

Se poseen trece registros IPNI de sus identificaciones y clasificaciones de nuevas especies, las que publicaba habitualmente en :  Fl. Karnataka; Kew Bull.; Fl. Hassan Dist.; Cat. Indian Orchids; Bull. Bot. Surv. India.